# DaShaun Wood
DaShaun Wood (Detroit, Michigan, 19. rujna 1985.) je američki profesionalni košarkaš. Igra na poziciji razigravača, a trenutačno je član talijanskog Benettona iz Trevisa.

## Karijera
Nakon što je četiri godine proveo igrajući za sveučilište Wright State, Wood se je odlučio na odlazak u Europu. Prvi europski klub bio mu je talijanski Pallacanestro Cantù. Ondje je odigrao veliku sezonu, odvevši pritom klub u doigravanje. Prosječno je u doigravanju postizao 17.9 poena, 3.4 skoka i odlični 45% ubačaja za tricu. Međutim, klub je na kraju ispao u četvrtfinalu od Lottomatice iz Rima. Odlične igre tijekom cijele sezone donijele su mu prijelazak u redove Benettona iz Trevisa.

## Vanjske poveznice
- Profil  Arhivirana inačica izvorne stranice od 9. veljače 2012. (Wayback Machine) na Lega Basket Serie A